# SV Happy Evita Girls
SV Happy Evita Girls, kortweg Evita, voorheen DIVA, is een Surinaamse vrouwenvoetbalclub. Evita speelt met een jeugd- en een seniorenelftal in de SVB Vrouwenvoetbal Competitie. In 2019 won Evita de Surinaamse beker.
De club wijzigde in circa 2015/2016 van naam van DIVA naar Evita. Het vrouwenvoetbal bevond zich op dat moment in een dal met maar een handvol topclubs. DIVA was de afkorting voor Dames In Voetbal Actie. De voetbalvereniging werd opgericht door onder meer Ethel Fraser.

## Bekende (oud-)speelsters
- Jeanine Alexander
- Saffira Hoogdorp
- Shamaira Stoutenburg-Stekkinger
- Mirelva Wongsodimedjo